# Anu Garg

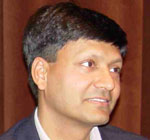
Anu Garg

Anu Garg (* 5. April 1967 in Meerut, Indien) ist ein indisch-amerikanischer Informatiker, Gründer einer sehr populären Mailingliste über die Bedeutung von Wörtern und Bestseller-Autor.
Anu Garg wuchs im ländlichen Indien auf. Er studierte Informatik und kam mit 25 Jahren durch ein Stipendium in die Vereinigten Staaten. Anu Garg lebt mit seiner Frau und Tochter in Seattle. Bis 2005 arbeitete er als Informatiker, heute ist er freischaffender Autor.
Seine Muttersprache war Hindi, und Englisch lernte er erst in der Mittelstufe, war jedoch früh schon fasziniert von indischen Lehnwörtern im Englischen und fand dann heraus, dass die englische Sprache ausgesprochen reich an Lehnwörtern aus den verschiedensten Sprachen ist.
Anu Garg bezeichnet sich als einen Linguaphilen. Das englische Wort linguaphile hat er 1994 selbst kreiert, und im Jahr 2000 wurde es im American Heritage Dictionary aufgenommen.
In den Vereinigten Staaten begann er E-Mails mit Definitionen von Wörtern an Familie und Freunde zu versenden, die er interessant fand. Daraus wurde 1994 die Mailingliste A.Word.A.Day. Von Montag bis Freitag bringt A.Word.A.Day jeweils ein ungebräuchliches englisches Wort mit Aussprache, Definition(en) und Beispielsätzen.
A.Word.A.Day wurde zu einem ungeahnten Erfolg. Die Mailingliste hat eine eigene ISSN, ISSN 1524-6884. Von 200 Subscribern wuchs sie in weniger als zehn Jahren auf über 500'000 Subscriber in 200 Ländern. Es gibt Lehrer, die sie zur Pflichtlektüre erklärt haben. Die Mailingliste hatte Artikel in der USA Today, im Wallstreet Journal und in Reader’s Digest.
2002 kam Anu Gargs erstes Buch, A Word A Day heraus, das in ähnlichem Stil wie die Mailingliste ungewohnte Wörter erklärt. Das Buch wurde ein Bestseller und 2005 erschien der Folgeband Another Word a Day.
Im November 2007 kam das Buch mit dem Titel The Dord, the Diglot, and an Avocado or Two: The Hidden Lives and Strange Origins of Common and Not-So-Common Words ISBN 978-0-452-28861-4 heraus.

## Werke
- A Word A Day: A Romp Through Some of the Most Unusual and Intriguing Words, 2002, ISBN 0-471-23032-4
- Another Word a Day. An All-New Romp through Some of the Most Unusual and Intriguing Words in English , 2005, ISBN 0-471-71845-9
- The Dord, the Diglot, and an Avocado or Two: The Hidden Lives and Strange Origins of Common and Not-So-Common Words, 2007, ISBN 0-452-28861-4